# Agrotis alluaudi
Agrotis alluaudi là một loài bướm đêm trong họ Noctuidae.